# トイ・ストーリー・オブ・テラー!
『トイ・ストーリー・オブ・テラー!』（原題：Toy Story of Terror!）は、ピクサー・アニメーション・スタジオによるアニメーション。『トイ・ストーリー』シリーズ初のテレビスペシャル。アメリカで、2013年10月16日にABCテレビで放送された。日本では、2015年7月2日にDVDとBlu-rayが発売された。
『トイ・ストーリー2』に初登場したカウガール人形、ジェシーが主人公。

## ストーリー
ウッディやバズらボニーのおもちゃ達は、彼女の旅行に同行する。移動中の車の中でホラー映画を見ていたが、乗っていた車が突然パンクしてしまい近くのモーテルに宿泊することになる。ところが、モーテルで起こる謎の超常現象でおもちゃ仲間が次々と失踪していく。

## キャスト
| キャラクター               | 原語版                       | 日本語吹替版 |
| -------------------------- | ---------------------------- | ------------ |
| ジェシー                   | ジョーン・キューザック       | 日下由美     |
| ウッディ                   | トム・ハンクス               | 唐沢寿明     |
| バズ・ライトイヤー         | ティム・アレン               | 所ジョージ   |
| ミスター・ポテトヘッド     | ドン・リックルズ             | 辻萬長       |
| レックス                   | ウォーレス・ショーン         | 三ツ矢雄二   |
| ミスター・プリックルパンツ | ティモシー・ダルトン         | 落合弘治     |
| トリクシー                 | クリスティン・スカール       | 許綾香       |
| コンバット・カール         | カール・ウェザース           | 三宅健太     |
| オールド・タイマー         | クリスチャン・ローマン       | 北川勝博     |
| ボニー・アンダーソン       | エミリー・ハーン             | 藤巻杏慈     |
| ボニーのママ               | ロリ・アラン                 | 堀越真己     |
| ロン                       | スティーヴン・トボロウスキー | 吉見一豊     |